# Multan (quận)
Quận Multan là một quận thuộc tỉnh Punjab, Pakistan. Quận có diện tích 3.720  km², dân số năm 1996 là 3.116.851 người với mật độ 838 người/ km². Thủ phủ là thành phố Multan.